# Niepokalana osiemnastka
Niepokalana osiemnastka (ang. 18-Year-Old Virgin) – amerykańska komedia erotyczna z 2009 roku w reżyserii Tamary Olson z udziałem Olivii Alainy May, Lauren Walsh i Todda Leigha. Została wyprodukowana przez wytwórnię The Asylum.

## Fabuła
18-letnia dziewica, Katie Powers, pożąda kolegi ze szkoły, Ryana Lamberta i ma nadzieję uprawiać z nim seks na imprezie z okazji ukończenia szkoły średniej. Jednak Ryan ma zasadę, że nigdy nie uprawia seksu z dziewicami. To prowadzi Katie do poszukiwania sposobu na utratę dziewictwa przed tą ważną imprezą.

## Obsada
- Olivia Alaina May – Katie Powers
- Lauren Walsh – Rose
- Todd Leigh – Spencer
- Dustin Harnish – Ryan Lambert
- Karmen Morales – Chelsea
- Daniel Sykes – Jeremy
- Jonathan Michael Trautmann – Marshall
- Robbie Henke – Cisco
- Seth Cassell – Seth
- Collen Drew Henderson – Chuck
- Dustin Fitzsimons – Buck
- Danielle Gatto – Rachel
- Conor Moriarty – Trevor
- Madeline Higgins – młodsza Katie Powers